# لي تشايلد
جيم غرانت (بالإنجليزية: Lee Child)‏ مواليد 29 أكتوبر 1954 في كوفنتري، إنجلترا، المملكة المتحدة، هو كاتب إثارة بريطاني، مشهوره باسمه المستعار (لي تشايلد)، جميع رواياته بطلها الجندي الأمريكي ريتشر.

بدأ تشايلد الكتابة بعد ان فصل من عمله في تلفزيون غرينادا عام 1995.

## وصلات خارجية
- لي تشايلد على موقع IMDb (الإنجليزية)
- لي تشايلد على موقع ميوزك برينز (الإنجليزية)
- لي تشايلد على موقع قاعدة بيانات الفيلم (الإنجليزية)

- الموقع الإلكتروني